# Список астероїдів (5901—6000)
| Назва                                              | Тимчасове позначення | Дата відкриття    | Місце відкриття                         | Відкривач                                              |
| -------------------------------------------------- | -------------------- | ----------------- | --------------------------------------- | ------------------------------------------------------ |
| (5901) 1986 WB1                                    | 1986 WB1             | 25 листопада 1986 | Обсерваторія Клеть                      | Зденька Ваврова                                        |
| 5902 Таліма (Talima)                               | 1987 QY10            | 27 серпня 1987    | КрАО                                    | Карачкіна Людмила Георгіївна                           |
| (5903) 1989 AN1                                    | 1989 AN1             | 6 січня 1989      | Обсерваторія Кушіро                     | Сейджі Уеда, Хіроші Канеда                             |
| 5904 Вюрттемберґ (Wurttemberg)                     | 1989 AE7             | 10 січня 1989     | Обсерваторія Карла Шварцшильда          | Ф. Бернґен                                             |
| 5905 Джонсон (Johnson)                             | 1989 CJ1             | 11 лютого 1989    | Паломарська обсерваторія                | Е. Гелін                                               |
| (5906) 1989 SN5                                    | 1989 SN5             | 24 вересня 1989   | Університетська обсерваторія Маунт-Джон | Алан Ґілмор, Памела Кілмартін                          |
| (5907) 1989 TU5                                    | 1989 TU5             | 2 жовтня 1989     | Обсерваторія Серро Тололо               | Ш. Дж. Бас                                             |
| 5908 Айті (Aichi)                                  | 1989 UF              | 20 жовтня 1989    | Обсерваторія Кані                       | Йосікане Мідзуно, Тошімата Фурута                      |
| 5909 Наґоя (Nagoya)                                | 1989 UT              | 23 жовтня 1989    | Обсерваторія Кані                       | Йосікане Мідзуно, Тошімата Фурута                      |
| 5910 Затопек (Zatopek)                             | 1989 WH4             | 29 листопада 1989 | Обсерваторія Клеть                      | Антонін Мркос                                          |
| (5911) 1989 WO7                                    | 1989 WO7             | 25 листопада 1989 | Обсерваторія Кушіро                     | Сейджі Уеда, Хіроші Канеда                             |
| 5912 Оятосіюкі (Oyatoshiyuki)                      | 1989 YR              | 20 грудня 1989    | Обсерваторія Одзіма                     | Тсунео Ніїдзіма, Такеші Урата                          |
| (5913) 1990 BU                                     | 1990 BU              | 21 січня 1990     | Обсерваторія Йорії                      | Масару Араї, Хіроші Морі                               |
| 5914 Кетівейлер (Kathywhaler)                      | 1990 WK              | 20 листопада 1990 | Обсерваторія Сайдинг-Спрінг             | Роберт Макнот                                          |
| 5915 Йосіхіро (Yoshihiro)                          | 1991 EU              | 9 березня 1991    | Обсерваторія Ґейсей                     | Тсутому Секі                                           |
| 5916 ван дер Вуде (van der Woude)                  | 1991 JD1             | 8 травня 1991     | Паломарська обсерваторія                | Е. Гелін                                               |
| 5917 Чібасаї (Chibasai)                            | 1991 NG              | 7 липня 1991      | Паломарська обсерваторія                | Е. Гелін                                               |
| (5918) 1991 NV3                                    | 1991 NV3             | 6 липня 1991      | Обсерваторія Ла-Сілья                   | Анрі Дебеонь                                           |
| 5919 Патрікмартін (Patrickmartin)                  | 1991 PW12            | 5 серпня 1991     | Паломарська обсерваторія                | Генрі Гольт                                            |
| (5920) 1992 SX17                                   | 1992 SX17            | 30 вересня 1992   | Паломарська обсерваторія                | Генрі Гольт                                            |
| (5921) 1992 UL                                     | 1992 UL              | 19 жовтня 1992    | Обсерваторія Кушіро                     | Сейджі Уеда, Хіроші Канеда                             |
| 5922 Сьоіті (Shouichi)                             | 1992 UV              | 21 жовтня 1992    | Обсерваторія Кійосато                   | Сатору Отомо                                           |
| 5923 Лідеке (Liedeke)                              | 1992 WC8             | 26 листопада 1992 | Обсерваторія Кітт-Пік                   | Spacewatch                                             |
| 5924 Теруо (Teruo)                                 | 1994 CH1             | 7 лютого 1994     | Обсерваторія Оїдзумі                    | Такао Кобаяші                                          |
| (5925) 1994 CP1                                    | 1994 CP1             | 5 лютого 1994     | Обсерваторія Кушіро                     | Сейджі Уеда, Хіроші Канеда                             |
| 5926 Шенфельд (Schonfeld)                          | 1929 PB              | 4 серпня 1929     | Обсерваторія Гейдельберг-Кеніґштуль     | Макс Вольф                                             |
| (5927) 1938 HA                                     | 1938 HA              | 19 квітня 1938    | Гамбурзька обсерваторія                 | Вільгельм Діквосс                                      |
| 5928 Піндарус (Pindarus)                           | 1973 SK1             | 19 вересня 1973   | Паломарська обсерваторія                | К. Й. ван Гаутен, І. ван Гаутен-Ґроневельд, Т. Герельс |
| 5929 Монзано (Manzano)                             | 1974 XT              | 14 грудня 1974    | Астрономічний комплекс Ель-Леонсіто     | Обсерваторія Фелікса Аґілара                           |
| 5930 Жиганов (Zhiganov)                            | 1975 VW2             | 2 листопада 1975  | КрАО                                    | Смирнова Тамара Михайлівна                             |
| 5931 Жванецький (Zhvanetskij)                      | 1976 GK3             | 1 квітня 1976     | КрАО                                    | Черних Микола Степанович                               |
| 5932 Прутков (Prutkov)                             | 1976 GO3             | 1 квітня 1976     | КрАО                                    | Черних Микола Степанович                               |
| 5933 Кемурджян (Kemurdzhian)                       | 1976 QN              | 26 серпня 1976    | КрАО                                    | Черних Микола Степанович                               |
| 5934 Матс (Mats)                                   | 1976 SJ              | 20 вересня 1976   | Обсерваторія Квістаберг                 | Клаес-Інґвар Лаґерквіст, Ганс Рікман                   |
| 5935 Останкіно (Ostankino)                         | 1977 EF1             | 13 березня 1977   | КрАО                                    | Черних Микола Степанович                               |
| 5936 Хаджинов (Khadzhinov)                         | 1979 FQ2             | 29 березня 1979   | КрАО                                    | Черних Микола Степанович                               |
| 5937 Лоден (Loden)                                 | 1979 XQ              | 11 грудня 1979    | Обсерваторія Квістаберг                 | Клаес-Інґвар Лаґерквіст                                |
| 5938 Келлер (Keller)                               | 1980 FH2             | 16 березня 1980   | Обсерваторія Ла-Сілья                   | Клаес-Інґвар Лаґерквіст                                |
| 5939 Тосімаеда (Toshimayeda)                       | 1981 EU8             | 1 березня 1981    | Обсерваторія Сайдинг-Спрінг             | Ш. Дж. Бас                                             |
| 5940 Феліксоболєв (Feliksobolev)                   | 1981 TJ4             | 8 жовтня 1981     | КрАО                                    | Черних Людмила Іванівна                                |
| 5941 Валенсія (Valencia)                           | 1982 UQ6             | 20 жовтня 1982    | КрАО                                    | Карачкіна Людмила Георгіївна                           |
| 5942 Дензілроберт (Denzilrobert)                   | 1983 AN2             | 10 січня 1983     | Паломарська обсерваторія                | Брюс Бегімер, Марк Марлі                               |
| 5943 Лові (Lovi)                                   | 1984 EG              | 1 березня 1984    | Станція Андерсон-Меса                   | Едвард Бовелл                                          |
| 5944 Утьосов (Utesov)                              | 1984 JA2             | 2 травня 1984     | КрАО                                    | Карачкіна Людмила Георгіївна                           |
| 5945 Роучаппроуч (Roachapproach)                   | 1984 SQ3             | 28 вересня 1984   | Станція Андерсон-Меса                   | Браян Скіфф                                            |
| 5946 Грозний (Hrozny)                              | 1984 UC1             | 28 жовтня 1984    | Обсерваторія Клеть                      | Антонін Мркос                                          |
| 5947 Бонні (Bonnie)                                | 1985 FD              | 21 березня 1985   | Паломарська обсерваторія                | Керолін Шумейкер, Юджин Шумейкер                       |
| 5948 Лонґо (Longo)                                 | 1985 JL              | 15 травня 1985    | Станція Андерсон-Меса                   | Едвард Бовелл                                          |
| (5949) 1985 RL3                                    | 1985 RL3             | 6 вересня 1985    | Обсерваторія Ла-Сілья                   | Анрі Дебеонь                                           |
| 5950 Левкіпп (Leukippos)                           | 1986 PS4             | 9 серпня 1986     | Смолян                                  | Ерік Вальтер Ельст, Віолета Іванова                    |
| 5951 Алісамоне (Alicemonet)                        | 1986 TZ1             | 7 жовтня 1986     | Станція Андерсон-Меса                   | Едвард Бовелл                                          |
| 5952 Дейвмоне (Davemonet)                          | 1987 EV              | 4 березня 1987    | Станція Андерсон-Меса                   | Едвард Бовелл                                          |
| 5953 Шелтон (Shelton)                              | 1987 HS              | 25 квітня 1987    | Паломарська обсерваторія                | Керолін Шумейкер, Юджин Шумейкер                       |
| 5954 Епікур (Epikouros)                            | 1987 QS1             | 19 серпня 1987    | Обсерваторія Ла-Сілья                   | Ерік Вальтер Ельст                                     |
| 5955 Хромченко (Khromchenko)                       | 1987 RT3             | 2 вересня 1987    | КрАО                                    | Черних Людмила Іванівна                                |
| 5956 д'Аламбер (d'Alembert)                        | 1988 CF5             | 13 лютого 1988    | Обсерваторія Ла-Сілья                   | Ерік Вальтер Ельст                                     |
| 5957 Ірина (Irina)                                 | 1988 JN              | 11 травня 1988    | Паломарська обсерваторія                | Керолін Шумейкер, Юджин Шумейкер                       |
| 5958 Барранде (Barrande)                           | 1989 BS1             | 29 січня 1989     | Обсерваторія Клеть                      | Антонін Мркос                                          |
| 5959 Шеклен (Shaklan)                              | 1989 NB1             | 2 липня 1989      | Паломарська обсерваторія                | Е. Гелін                                               |
| 5960 Вакканай (Wakkanai)                           | 1989 US              | 21 жовтня 1989    | Каґошіма                                | Масару Мукаї, Масанорі Такеїші                         |
| (5961) 1989 YH1                                    | 1989 YH1             | 30 грудня 1989    | Обсерваторія Сайдинг-Спрінг             | Роберт Макнот                                          |
| 5962 Сікокутенкьо (Shikokutenkyo)                  | 1990 HK              | 18 квітня 1990    | Обсерваторія Ґейсей                     | Тсутому Секі                                           |
| (5963) 1990 QP2                                    | 1990 QP2             | 24 серпня 1990    | Паломарська обсерваторія                | Генрі Гольт                                            |
| (5964) 1990 QN4                                    | 1990 QN4             | 23 серпня 1990    | Паломарська обсерваторія                | Генрі Гольт                                            |
| (5965) 1990 SV15                                   | 1990 SV15            | 16 вересня 1990   | Паломарська обсерваторія                | Генрі Гольт                                            |
| 5966 Томеко (Tomeko)                               | 1990 VS6             | 15 листопада 1990 | Обсерваторія Ґейсей                     | Тсутому Секі                                           |
| 5967 Едітлеві (Edithlevy)                          | 1991 CM5             | 9 лютого 1991     | Паломарська обсерваторія                | Керолін Шумейкер                                       |
| 5968 Трауґер (Trauger)                             | 1991 FC              | 17 березня 1991   | Паломарська обсерваторія                | Е. Гелін                                               |
| 5969 Рюітіро (Ryuichiro)                           | 1991 FT              | 17 березня 1991   | Обсерваторія Ґейсей                     | Тсутому Секі                                           |
| 5970 Одорікоен (Ohdohrikouen)                      | 1991 JS1             | 13 травня 1991    | Станція JCPM Саппоро                    | Кадзуро Ватанабе                                       |
| 5971 Тікелл (Tickell)                              | 1991 NT2             | 12 липня 1991     | Паломарська обсерваторія                | Генрі Гольт                                            |
| 5972 Гарріаткінсон (Harryatkinson)                 | 1991 PS12            | 5 серпня 1991     | Паломарська обсерваторія                | Генрі Гольт                                            |
| 5973 Такімото (Takimoto)                           | 1991 QC              | 17 серпня 1991    | Обсерваторія Кійосато                   | Сатору Отомо                                           |
| (5974) 1991 UZ2                                    | 1991 UZ2             | 31 жовтня 1991    | Обсерваторія Кушіро                     | Сейджі Уеда, Хіроші Канеда                             |
| 5975 Отакемаюмі (Otakemayumi)                      | 1992 SG              | 21 вересня 1992   | Обсерваторія Кітамі                     | Кін Ендате, Кадзуро Ватанабе                           |
| 5976 Калатаджин (Kalatajean)                       | 1992 SR2             | 25 вересня 1992   | Гарвардська обсерваторія                | Обсерваторія Ок-Ридж                                   |
| (5977) 1992 TH1                                    | 1992 TH1             | 1 жовтня 1992     | Паломарська обсерваторія                | Генрі Гольт                                            |
| 5978 Камінокуні (Kaminokuni)                       | 1992 WT              | 16 листопада 1992 | Обсерваторія Кітамі                     | Кін Ендате, Кадзуро Ватанабе                           |
| (5979) 1992 XF                                     | 1992 XF              | 15 грудня 1992    | Обсерваторія Кушіро                     | Сейджі Уеда, Хіроші Канеда                             |
| (5980) 1993 FP2                                    | 1993 FP2             | 26 березня 1993   | Обсерваторія Кушіро                     | Сейджі Уеда, Хіроші Канеда                             |
| 5981 Кресілас (Kresilas)                           | 2140 P-L             | 24 вересня 1960   | Паломарська обсерваторія                | К. Й. ван Гаутен, І. ван Гаутен-Ґроневельд, Т. Герельс |
| 5982 Поліклет (Polykletus)                         | 4862 T-1             | 13 травня 1971    | Паломарська обсерваторія                | К. Й. ван Гаутен, І. ван Гаутен-Ґроневельд, Т. Герельс |
| 5983 Праксітель (Praxiteles)                       | 2285 T-2             | 29 вересня 1973   | Паломарська обсерваторія                | К. Й. ван Гаутен, І. ван Гаутен-Ґроневельд, Т. Герельс |
| 5984 Лісіпп (Lysippus)                             | 4045 T-3             | 16 жовтня 1977    | Паломарська обсерваторія                | К. Й. ван Гаутен, І. ван Гаутен-Ґроневельд, Т. Герельс |
| (5985) 1942 RJ                                     | 1942 RJ              | 7 вересня 1942    | Турку                                   | Люсі Отерма                                            |
| 5986 Ксенофонт (Xenophon)                          | 1969 TA              | 2 жовтня 1969     | Ціммервальдська обсерваторія            | Пауль Вільд                                            |
| 5987 Лівіограттон (Liviogratton)                   | 1975 LQ              | 6 червня 1975     | Астрономічний комплекс Ель-Леонсіто     | Обсерваторія Фелікса Аґілара                           |
| 5988 Городницький (Gorodnitskij)                   | 1976 GN2             | 1 квітня 1976     | КрАО                                    | Черних Микола Степанович                               |
| 5989 Сорін (Sorin)                                 | 1976 QC1             | 26 серпня 1976    | КрАО                                    | Черних Микола Степанович                               |
| 5990 Пантікапей (Panticapaeon)                     | 1977 EO              | 9 березня 1977    | КрАО                                    | Черних Микола Степанович                               |
| 5991 Івавладіс (Ivavladis)                         | 1979 HE3             | 25 квітня 1979    | КрАО                                    | Черних Микола Степанович                               |
| 5992 Ніттлер (Nittler)                             | 1981 DZ              | 28 лютого 1981    | Обсерваторія Сайдинг-Спрінг             | Ш. Дж. Бас                                             |
| 5993 Таммідікінсон (Tammydickinson)                | 1981 EU22            | 2 березня 1981    | Обсерваторія Сайдинг-Спрінг             | Ш. Дж. Бас                                             |
| 5994 Якубович (Yakubovich)                         | 1981 SZ7             | 29 вересня 1981   | КрАО                                    | Журавльова Людмила Василівна                           |
| 5995 Сен-Еньян (Saint-Aignan)                      | 1982 DK              | 20 лютого 1982    | Станція Андерсон-Меса                   | Едвард Бовелл                                          |
| 5996 Хуліоенжел (Julioangel)                       | 1983 NR              | 11 липня 1983     | Станція Андерсон-Меса                   | Едвард Бовелл                                          |
| 5997 Дірак (Dirac)                                 | 1983 TH              | 1 жовтня 1983     | Обсерваторія Клеть                      | Антонін Мркос                                          |
| 5998 Сітенські (Sitensky)                          | 1986 RK1             | 2 вересня 1986    | Обсерваторія Клеть                      | Антонін Мркос                                          |
| 5999 Plescia                                       | 1987 HA              | 23 квітня 1987    | Паломарська обсерваторія                | Керолін Шумейкер, Юджин Шумейкер                       |
| 6000 Організація Об'єднаних Націй (United Nations) | 1987 UN              | 27 жовтня 1987    | Обсерваторія Брорфельде                 | Поуль Єнсен                                            |

| Астероїди 1—10000 → |           |           |           |           |           |           |           |           |            |
| 1—100               | 1001—1100 | 2001—2100 | 3001—3100 | 4001—4100 | 5001—5100 | 6001—6100 | 7001—7100 | 8001—8100 | 9001—9100  |
| 101—200             | 1101—1200 | 2101—2200 | 3101—3200 | 4101—4200 | 5101—5200 | 6101—6200 | 7101—7200 | 8101—8200 | 9101—9200  |
| 201—300             | 1201—1300 | 2201—2300 | 3201—3300 | 4201—4300 | 5201—5300 | 6201—6300 | 7201—7300 | 8201—8300 | 9201—9300  |
| 301—400             | 1301—1400 | 2301—2400 | 3301—3400 | 4301—4400 | 5301—5400 | 6301—6400 | 7301—7400 | 8301—8400 | 9301—9400  |
| 401—500             | 1401—1500 | 2401—2500 | 3401—3500 | 4401—4500 | 5401—5500 | 6401—6500 | 7401—7500 | 8401—8500 | 9401—9500  |
| 501—600             | 1501—1600 | 2501—2600 | 3501—3600 | 4501—4600 | 5501—5600 | 6501—6600 | 7501—7600 | 8501—8600 | 9501—9600  |
| 601—700             | 1601—1700 | 2601—2700 | 3601—3700 | 4601—4700 | 5601—5700 | 6601—6700 | 7601—7700 | 8601—8700 | 9601—9700  |
| 701—800             | 1701—1800 | 2701—2800 | 3701—3800 | 4701—4800 | 5701—5800 | 6701—6800 | 7701—7800 | 8701—8800 | 9701—9800  |
| 801—900             | 1801—1900 | 2801—2900 | 3801—3900 | 4801—4900 | 5801—5900 | 6801—6900 | 7801—7900 | 8801—8900 | 9801—9900  |
| 901—1000            | 1901—2000 | 2901—3000 | 3901—4000 | 4901—5000 | 5901—6000 | 6901—7000 | 7901—8000 | 8901—9000 | 9901—10000 |